# Kohtla
Die Landgemeinde Kohtla (Kohtla vald) liegt im Kreis Ida-Viru im Nordosten Estlands.

## Beschreibung
Die Landgemeinde hat eine Fläche von 101,56 km². In ihr leben 1640 Menschen (Stand 2012). Die Bevölkerungsdichte beträgt 16 Einwohner pro Quadratkilometer.

## Gliederung

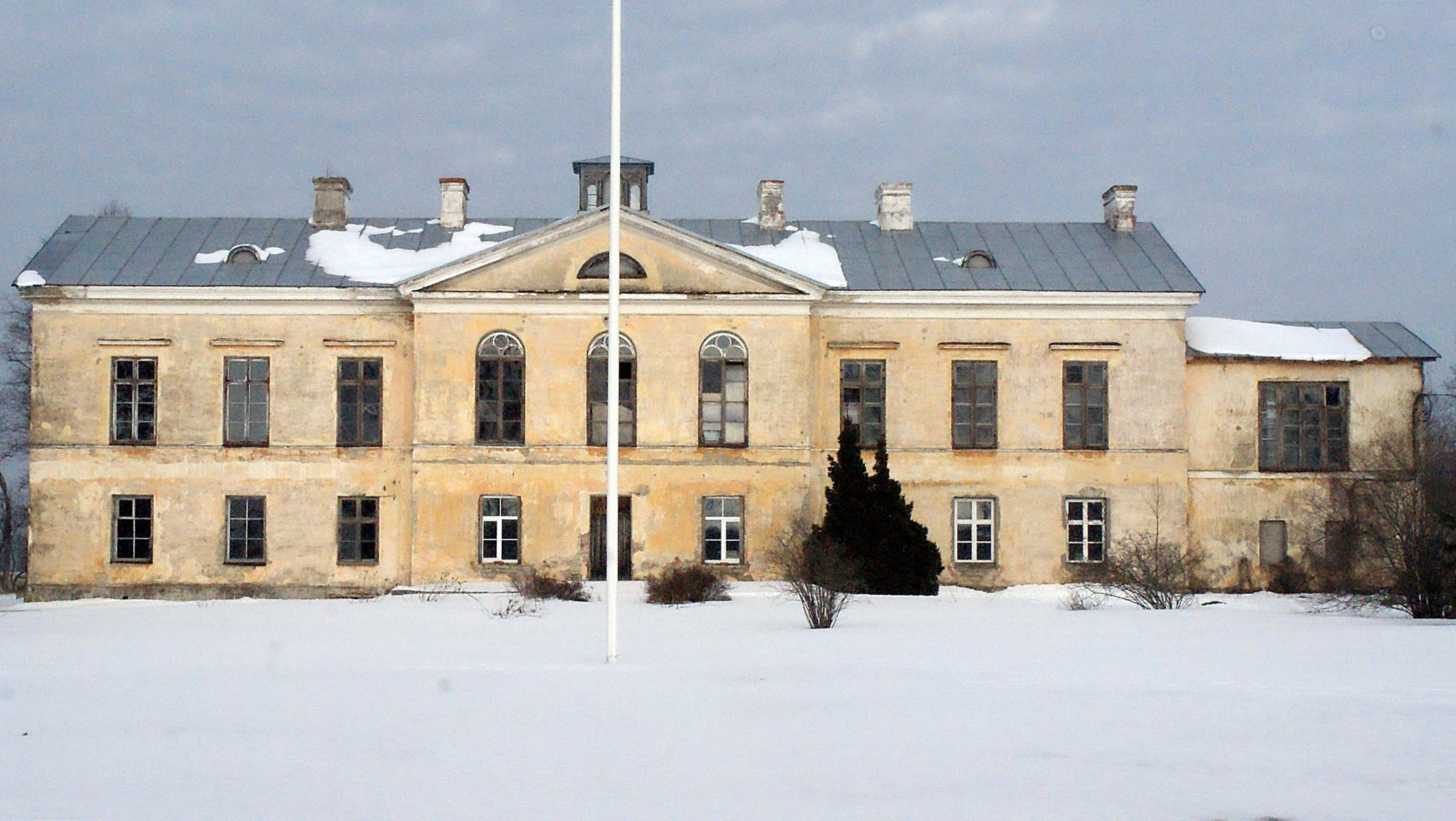
Historisches Gutshaus von Ontika

Neben dem Hauptort Kohtla gehören zur Landgemeinde die Dörfer Amula, Järve, Kaasikaia, Kaasikvälja, Kabelimetsa, Kukruse, Mõisamaa, Ontika, Paate, Peeri, Roodu, Saka, Servaääre, Täkumetsa, Valaste und Vitsiku.

## Sehenswürdigkeiten
Besonders sehenswert sind die deutschbaltischen Gutshäuser von Ontika, Kukruse, Järve, Kohtla und Kohtla.
In Kukruse befindet sich ein deutscher Soldatenfriedhof. Er wird vom Volksbund deutsche Kriegsgräberfürsorge e. V. unterhalten.

## Persönlichkeiten
- Reginald Uba (1911–1972), Mittelstreckenläufer